# Vuelta al País Vasco 2001
La XLI Vuelta al País Vasco, disputada entre el 9 y el 13 de abril de 2001, estaba dividida en 5 etapas para un total de 752 km. El lituano Raimondas Rumšas se impuso en la clasificación general. 

## Etapas
| Etapa  | Fecha       | Recorrido                         | km  | Vencedor de la Etapa | Líder de la general |
| ------ | ----------- | --------------------------------- | --- | -------------------- | ------------------- |
| 1ª     | 9 de abril  | Asteasu > Asteasu                 | 118 | Davide Rebellin      | Davide Rebellin     |
| 2ª     | 10 de abril | Asteasu > Munguía                 | 175 | Stefano Zanini       | Igor Astarloa       |
| 3ª     | 11 de abril | Munguía > Araya                   | 162 | Davide Rebellin      | Michael Boogerd     |
| 4ª     | 12 de abril | Araya > Lecumberri                | 182 | Ángel Castresana     | Michael Boogerd     |
| 5ª-1ª  | 13 de abril | Lecumberri > Lasarte-Oria         | 105 | Stefano Garzelli     | Michael Boogerd     |
| 5ª-2ª  | 13 de abril | Lasarte-Oria > Lasarte-Oria (CRI) | 10  | Raimondas Rumšas     | Raimondas Rumšas    |
| Totale | Totale      | Totale                            | 752 |                      |                     |

## Clasificación general
| Posición | Ciclista              | Equipo            | Tiempo    |
| -------- | --------------------- | ----------------- | --------- |
|          | Raimondas Rumšas      | Fassa Bortolo     | 18h42'54" |
| 2        | José Alberto Martínez | Euskaltel-Euskadi | a 5"      |
| 3        | Marcos Serrano        | ONCE              | a 7"      |
| 4        | David Etxebarria      | Euskaltel-Euskadi | s.t.      |
| 5        | Juan Carlos Domínguez | iBanesto.com      | a 16"     |
| 6        | Francesco Casagrande  | Fassa Bortolo     | a 17"     |
| 7        | Michael Boogerd       | Rabobank          | a 18"     |
| 8        | José Azevedo          | ONCE              | a 20"     |
| 9        | Alex Zülle            | Team Coast        | a 22"     |
| 10       | Dario Frigo           | Fassa Bortolo     | a 36"     |